# Return from Witch Mountain
Return from Witch Mountain is een film uit 1978 onder regie van John Hough. Het is het vervolg op de jeugdfilm Escape to Witch Mountain, die in 1975 werd uitgebracht.

## Verhaal
Er wordt besloten dat Tony en Tia een welverdiende vakantie in Los Angeles verdienen na hun verblijf bij hun nieuwe familie en vrienden in Witch Mountain, waar ze hebben geleerd om te gaan met hun bovennatuurlijke krachten. Eenmaal in L.A. verliezen ze elkaar uit het oog.
Wanneer de kwaadaardige Dr. Gannon en Letha opmerken hoe Tony zijn krachten gebruikt, besluiten ze hem te ontvoeren zodat de dokter zijn moderne technologie op hem kan testen. Hij hoopt hiermee aanzien en macht te krijgen, terwijl Letha enkel haar investering in de dokter terug wil.
Nadat Tia op zoektocht is gegaan naar haar broer probeert ze hem te bevrijden van de slechteriken. Ze wordt bijgestaan door de jeugdbende Earthquake Gang en Mr. Yokomoto.

## Rolverdeling
| Acteur           | Personage         |
| ---------------- | ----------------- |
| Kim Richards     | Tia               |
| Ike Eisenmann    | Tony              |
| Bette Davis      | Letha             |
| Christopher Lee  | Dr. Victor Gannon |
| Jack Soo         | Mr. Yokomoto      |
| Anthony James    | Sickle            |
| Richard Bakalyan | Eddie             |